# Eisenbahnfriedhof Uyuni

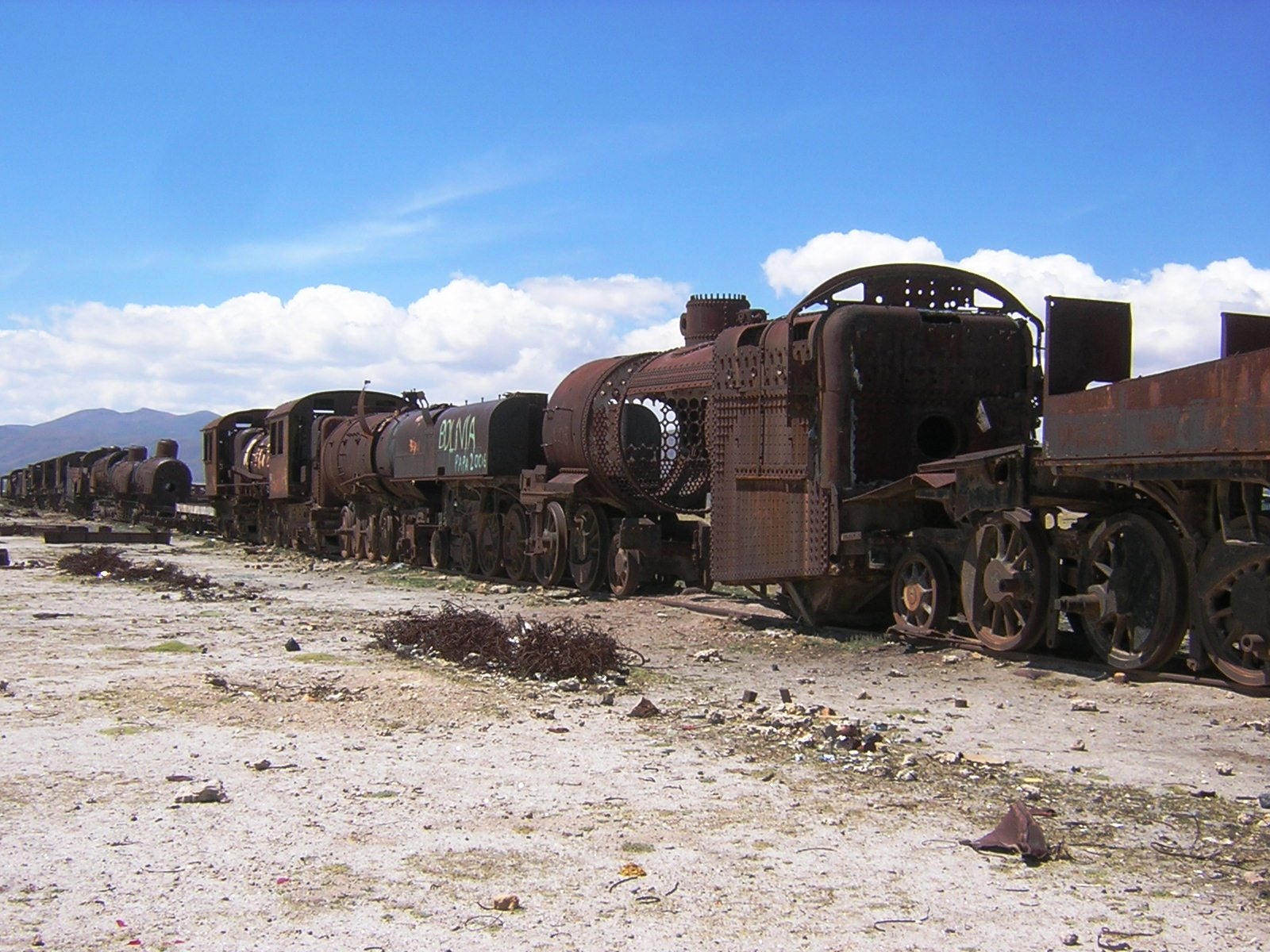
Verrostende Dampflokomotiven

Der Eisenbahnfriedhof Uyuni (spanisch Cementerio de (los) Trenes) am Rand der Salztonebene Salar de Uyuni in Bolivien südwestlich der Stadt Uyuni, wenige Kilometer vom Stadtzentrum entfernt, gilt als größter Eisenbahnfriedhof der Welt.

## Geschichte
Im Jahr 1872 wurde mit dem Bau der Ferrocarril de Antofagasta a Bolivia, der ersten Eisenbahnstrecke Boliviens, begonnen. Sie diente dazu, Rohstoffe wie Natriumnitrat und andere Salze, aber auch Metalle wie Kupfer, Silber und Gold, aus den Minen im Landesinneren in die Hafenstädte am Pazifischen Ozean zu transportieren. Als die Bahnstrecke am Ende des 19. Jahrhunderts Uyuni erreichte, wurde in der Stadt ein Eisenbahnbetriebswerk errichtet. Uyuni entwickelte sich zu einem wichtigen Eisenbahnknoten. Etwa in den 1940er Jahren brach die örtliche Industrie zusammen, die meisten der Edelmetallminen wurden von den Betreibern aufgegeben. Dies führte dazu, dass auch die dafür angelegten Versorgungstrassen sowie die meisten der Lokomotiven und Wagen nicht mehr benötigt, stillgelegt und dem Verfall preisgegeben wurden.
Insgesamt befinden sich rund 100 Lokomotiven und Wagen auf dem Eisenbahnfriedhof, die ältesten stammen aus dem ausgehenden 19. Jahrhundert. Neben der Korrosion (die jedoch dank des örtlichen Klimas nur langsam voranschreitet) sowie dem Salz aus dem Salar de Uyuni schädigen auch die Anwohner die Fahrzeuge, indem sie diese zur Beschaffung vom Altmetall gebrauchen. Viele der Lokomotiven und Waggons wurden zudem mit Graffiti versehen.

## Tourismus
Wegen des Salar de Uyuni, des größten Salzsees der Welt, kommen zahlreiche Touristen nach Uyuni. Der Eisenbahnfriedhof entwickelte sich dadurch zu einem vielbesuchten Ausflugspunkt für die Besucher, viele Reiseführer empfehlen ihn als Station einer Tour entlang des Salzsees. Die Eisenbahnwracks gelten als beliebte Fotomotive unter den Reisenden.

## Sonstiges
Im Ortskern der etwa 16 Kilometer nordöstlich gelegenen Minensiedlung Pulacayo existiert ein weiterer, kleinerer Eisenbahnfriedhof mit US-amerikanischen Lokomotiven, die im Gegensatz zu den Fahrzeugen in Uyuni bisher nicht von Metalldieben in Mitleidenschaft gezogen wurden. Ein Exemplar auf dem Friedhof in Pulacayo ist eine Dampflokomotive namens La Unión, die 1908 einen Zug zog, der von den Gesetzlosen Butch Cassidy und Sundance Kid ausgeraubt wurde.